# Quinto Vitellio (questore)
Quinto Vitellio (Nuceria Alfaterna, I secolo a.C. – I secolo a.C.) è stato un questore romano.
Quinto Vitellio, probabilmente di Nuceria Alfaterna, fu questore sotto Augusto. Svetonio, racconta che un certo Quinto Elogio gli dedicò un opuscolo nel quale erano raccontate le origini della sua famiglia. 
Fu padre di Publio Vitellio il Vecchio.